# Dimissionsexamen
Dimissionsexamen kan även avse studentexamen (eller motsvarande).
Dimissionsexamen ("dimmen") var vid Uppsala universitet och därifrån påverkat språk (samt i Finland) den vanliga benämningen på teoretisk teologisk ämbetsexamen, vilken infördes 1831 vid de svenska teologiska fakulteterna. 
I denna examen ingick teologiska prenotioner och teologisk encyklopedi, Gamla och Nya testamentets exegetik, kyrkohistoria, dogmatik, moralteologi och praktisk teologi (prenotioner, encyklopedi och praktisk teologi fordrades ej för denna examen vid Lunds universitet). Den ersattes i Sverige den 1 september 1904 (enligt kungliga stadgan 30 oktober 1903) med teologie kandidatexamen.